# بچه‌های نیمه‌شب (فیلم)
بچه‌های نیمه‌شب (انگلیسی: Midnight's Children) فیلمی به کارگردانی دیپا مهتا و بر اساس رمانی به همین نام نوشته سلمان رشدی است که در سال ۲۰۱۲ منتشر شد. از بازیگران آن می‌توان به شبانه اعظمی، انوپم کهیر، راهول بس، چارلز دنس و ساریتا چودری اشاره کرد.